# Intabulation

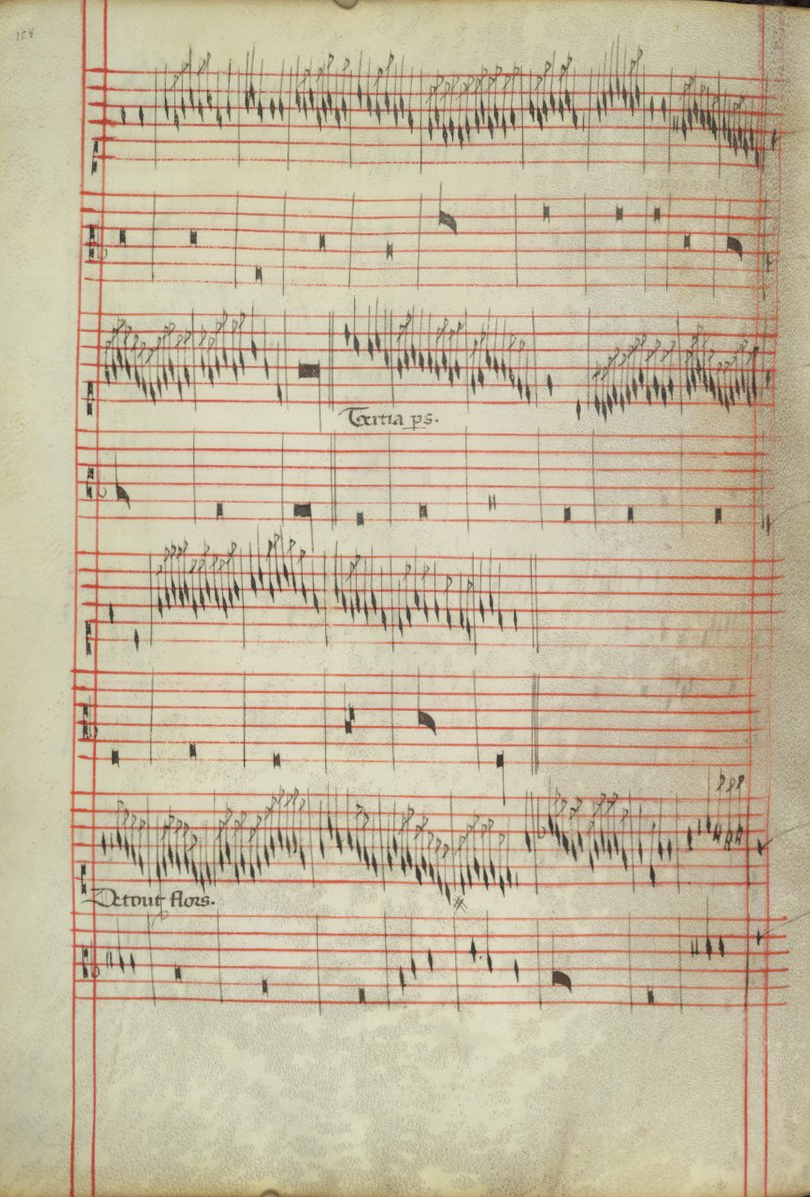
intabulation dans le Codex Faenza.

Une intabulation (de l'italien intavolatura) est un arrangement d'une pièce vocale ou pour ensemble, en pièce pour clavier ou pour instrument à cordes pincées, écrit en tablature.

## Histoire
La pratique est courante du XIVe au XVIe siècle, dans le répertoire pour clavier et la musique pour luth. Un effet direct de l'intabulation a été d'utiliser un des premiers avantages des claviers : la capacité à rendre de multiples instruments de musique sur un instrument. La première intabulation du milieu du XIVe siècle est le Codex Robertsbridge, l'une des premières sources de musique pour clavier sauvegardée. Certaines autres sources d’intabulation sont les manuscrits Faenza et Reina (compilés dès le XIVe siècle) et le Buxheimer Orgelbuch (XVe siècle),. Le Codex Faenza, le plus important de ces manuscrits, écrit aux environs de 1400, contient des pièces écrites ou transcrites du XIVe siècle, comme celles de Francesco Landini et de Guillaume de Machaut. Plus de la moitié de ses pièces sont des intabulations. Le grand manuscrit de Buxheim est dominé par des intabulations, principalement de grands compositeurs de l'époque, dont John Dunstable, Gilles Binchois, Walter Frye et Guillaume Dufay.
Le terme intabulation a continué à être populaire à travers le XVIe siècle, mais est tombé en désuétude au début du XVIIe siècle, alors que la pratique s'est poursuivie. La seule exception, aux XVIe et XVIIe siècles, sont les pièces italiennes pour clavier, qui comprenaient à la fois la musique vocale et instrumentale. Les intabulations contiennent, pour la plupart, toutes les lignes de chant d'une pièce polyphonique, même si elles sont parfois combinées ou redistribuées, afin de mieux rendre sur l'instrument, notamment les diminutions et ornements ajoutés.
Les intabulations sont une source importante d'informations pour l'interprétation historiquement informée, car ils montrent comment les ornements auraient été joués sur divers instruments, et ils donnent une idée de l'exécution réelle de la musica ficta, puisque la tablature montre précisément où un musicien pose ses doigts, ce qui laisse moins d'interprétation que d'autres notations.

## Liens contextuels
- Tablature
- Buxheimer Orgelbuch
- Codex Faenza